# 琅邪公主 (元诲之女)
琅邪公主（?—?），中国南北朝北魏公主，魏孝文帝曾孙女，元怀孙女，元诲之女。
太昌元年（532年）六月，柔然可汗阿那瓌为长子庵罗辰请尚北魏的公主。永熙二年（533年）四月，魏孝武帝以范阳王元诲长女琅邪公主许嫁，没有成婚，魏孝武帝被高欢逼入关中。高欢把常山王元巶（元邵，元怿第二子，魏孝静帝的叔父）妹乐安公主许嫁，改为兰陵公主。